# Kyodo Television
Kyodo Television (株式会社共同テレビジョン, Kabushiki Kaisha Kyōdo Terebijon) est une chaîne de télévision privée japonaise. Elle a été fondée en 1958. Il s'agit d'une filiale de Fuji Television depuis les années 1960.
L'entreprise a produit des centaines de films, séries et émissions de télévisions,.